# Willem Joseph van Ghent
Willem Joseph baron van Ghent tot Drakenburgh (Winssen, 14 mei 1626 - Slag bij Solebay, 7 juni 1672) was een Nederlands admiraal uit de 17e eeuw. Zijn achternaam wordt ook gegeven als Gend, Gendt, Gent, Ghend of Ghendt.

## Begin van zijn carrière
Van Ghent werd op 14 mei 1626 gedoopt in de kerk van Winssen. Al in 1642 werd hij proost van Elst. Als edelman maakte hij vanaf 1645 eerst carrière in het leger, in het regiment van de Graaf van Hoorne; in 1648 werd hij daar kapitein. Zijn eerste connectie met de marine was toen hij tijdens de Vierde Noordse Oorlog tegen de Zweden in 1659 op het eiland Funen onder commando van viceadmiraal Michiel de Ruyter een landing uitvoerde als onbezoldigd majoor van een regiment Walen. In die tijd ontstond er grote interesse voor amfibische operaties, waar ook Frederick Stachouwer en Volckert Schram zich mee bezighielden.

## Tweede Engelse Zeeoorlog

### Van kolonel tot kapitein
Op 6 maart 1663 werd Van Ghent benoemd tot bezoldigd sergeant-majoor, toen een majoorsrang en geen sergeantsrang zoals nu. Op 3 december 1664 volgde de aanstelling tot luitenant-kolonel en gouverneur van de voornaamste marinebasis Hellevoetsluis. Maart 1665 brak de Tweede Engels-Nederlandse Oorlog uit. In augustus deed hij mee aan de tocht naar Bergen om de retourvloot te ontzetten. Hij stond datzelfde jaar, als adviseur van Johan de Witt, aan de basis van de oprichting op 10 december van het Regiment de Marine, de directe voorloper van het Korps Mariniers. Van Ghent was de eerste commandant, in de rang van kolonel. De Witt stond er echter op dat Van Ghent een marinerang zou aannemen, waar de laatste niet zo blij mee was. De bedoeling was om, het liefst direct na een gewonnen zeeslag, een verrassingsaanval uit te voeren op de dokken van de Engelse vloot en Van Ghent moest dan de leger- en marineoperaties coördineren. Als hij echter in zijn hoedanigheid van kolonel aan een operatie zou meedoen, dan zou dat de opzet aan de Engelsen kunnen verraden. Hij werd daarom aangesteld als kapitein op de Gelderland bij de Admiraliteit van de Maze — Van Ghent was immers zelf van Gelderse afkomst. Hij kreeg dus met opzet nominaal een veel lagere rang in de marine dan dat hij in het leger had — hoewel ook toen al in de marine de opvatting bestond dat kapitein-ter-zee evenwaardig was aan kolonel. Dit leverde al meteen een pijnlijk incident op toen luitenant-admiraal Cornelis Tromp hem bijna letterlijk van zijn betere plaats schopte, toen Van Ghent als eerste opgehaald werd door een koets die beiden naar De Witt moest brengen. Van Ghent kon, zoals hij later aan De Witt schreef, zich met moeite inhouden Tromp ter plaatse tot een duel uit te dagen. De Witt prees hem voor zijn zelfbeheersing; gezien de omstandigheden moest een rel koste wat kost vermeden worden. Om dezelfde reden werd zijn directe ondergeschikte luitenant-kolonel François Palm kapitein van de Kruiningen en de graaf van Hoorn kapitein van een andere Gelderland van de Admiraliteit van het Noorderkwartier. In de Vierdaagse Zeeslag raakte de Gelderland al op de eerste dag zwaar beschadigd: door zeegang verloor ze nog voor de eigenlijke slag begon haar fokkenmast en moest naar de thuishaven gesleept worden; omdat hij nu als kapitein toch niets meer kon doen, liet Van Ghent zich overroeien naar de Wapen van Utrecht, de seconde (dekkingsschip) van De Zeven Provinciën, het vlaggenschip van De Ruyter. Van Ghent kon zo beter feitelijke leiding geven aan de 1500 zeesoldaten van het Regiment de Marine. Hier kwam hij op de vierde dag Tromp weer tegen nadat die zijn vierde schip versleten had. Hoewel de slag een Nederlandse overwinning was, waren de schepen van De Republiek zo zwaar beschadigd geraakt dat een landing niet meer overwogen kon worden. Een tegenslag hierbij was ook dat schout-bij-nacht Stachouwer, die in Deense dienst veel ervaring had opgedaan met landingen, was gesneuveld op de tweede dag.

### Van kapitein tot luitenant-admiraal

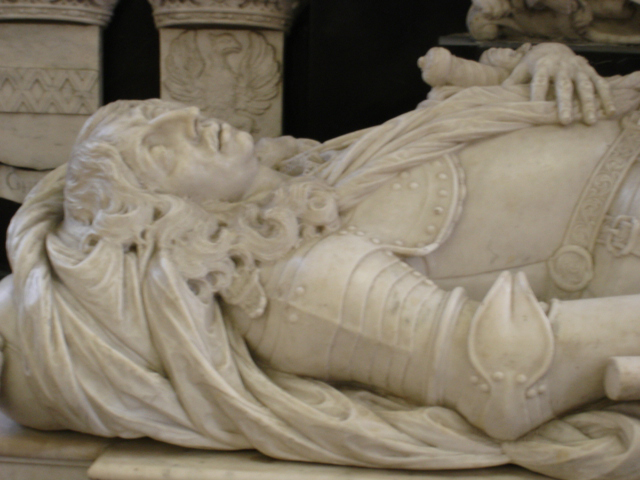
Detail grafmonument in de Domkerk, Utrecht.

Praalgraf van Willem Joseph van Ghent in de Domkerk, Utrecht. Bizot: Medalische historie der republyk van Holland, 1690.

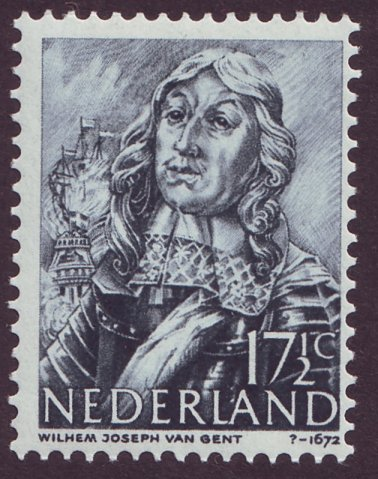
Van Ghent op een Nederlandse postzegel, uitgegeven in 1943

Zes weken later koos men opnieuw zee, nu met tien fluitschepen met de mariniers aan boord. Men hoopte de Engelse vloot die nog in reparatie lag alsnog in de dokken te overvallen. Van Ghent bevond zich opnieuw op de Gelderland. Slecht weer maakte de landing echter onmogelijk en de Britse vloot verliet de Theems. De transportschepen werden daarom achtergelaten en de Nederlanders zochten de Britten op voor een beslissend gevecht. In deze Tweedaagse Zeeslag functioneerde de Gelderland als seconde van De Zeven Provinciën en schoot de tuigage van de Royal Charles eraf toen die het vlaggenschip aanviel. Zelf daarop met de zeilen aan flarden voor anker gegaan, kwam het schip in het nauw door een brander, die echter net op tijd onderschept werd door Jan van Brakel die juist met zijn bemanning in sloepen een Nederlandse brander verlaten had. Ook deze keer kon van landingsoperaties geen sprake meer zijn: men was op het eind al blij de vloot van een zekere ondergang gered te hebben. Na deze slag kwam het tot een enorme ruzie tussen De Ruyter en Tromp die de laatste de nederlaag verweet. Tromp kwam ook onder verdenking te staan deel uit te maken van een samenzwering tot een staatsgreep. Hij werd door de Staten van Holland op 24 augustus (gregoriaanse kalender) op non-actief gesteld. De Witt droeg meteen de politiek als uiterst betrouwbaar beschouwde Van Ghent voor als opvolger; die dag nog werd hij benoemd. Van Ghent wilde echter niet: hij vond zich niet bekwaam genoeg en was ook bang partij te nemen in de politieke tegenstelling. Tromp schreef Van Ghent echter een brief waarin hij duidelijk maakte dat hij hem niets kwalijk zou nemen en dat volgens hem Van Ghent wel gek zou zijn zo'n mooie kans te laten lopen. Hierop aanvaardde Van Ghent de promotie in één keer van kapitein naar luitenant-admiraal van Holland en West-Friesland. De hoge zeerang was meteen een mooie verklaring waarom Van Ghent mee moest met de vloot zonder de Engelsen achterdochtig te maken. Na vanaf 5 september tot midden oktober 1666 commandant te zijn geweest van een van de eskaders van de vloot die zo snel mogelijk weer zee koos om een mogelijke Engelse blokkade te voorkomen, werd hij april 1667 uitgezonden met een smaldeel dat een Schotse vloot moest blokkeren waarvan men meende dat die op het punt stond het eerste konvooi vanaf Texel te onderscheppen. Van Ghent vertrok met 24 schepen op zijn vlaggenschip de Hollandia, met als vlaggenkapitein Thomas Tobias, voor een "kruistocht" over de Noordzee voor de kust van Schotland. Tot een gevecht kwam het niet; wel werd de hele Schotse militie gemobiliseerd om een mogelijke Nederlandse landing af te slaan.

### Tocht naar Chatham
Mei 1667 deed Van Ghent uiteindelijk alsnog mee aan de zo lang voorbereide Tocht naar Chatham, waarvan het succes voornamelijk zijn verdienste was. Met als vlaggenschip eerst de zware Dolphijn en daarna het fregat Agatha (kapitein was Hendrik Vollenhove) en aan boord gedeputeerde Cornelis de Witt voor het politieke toezicht, voerde hij vanaf 21 juni 1667 met lichtere schepen de aanval uit op de Engelse vloot, door geldgebrek opgelegd in de dokken aan de Medway. Drie van de zwaarste linieschepen werden neergebrand; de HMS Royal Charles als trofee meegenomen. Dit was de grootste maritieme overwinning die Nederland ooit tegen Engeland zou boeken en de zwaarste maritieme nederlaag die de Britten in hun geschiedenis zouden lijden. Van Ghent kreeg van de Staten-Generaal een gouden herdenkingsbeker die echter in de late 18e eeuw verloren zou gaan: de toenmalige eigenaar trapte uit woede de beker kapot toen hij een heffing moest betalen over gouden voorwerpen.
Onmiddellijk nadat hij de Royal Charles bij het Goereese Gat had afgeleverd, vertrok Van Ghent meteen weer op de Dolphijn naar de Shetlandeilanden om de retourvloot uit Indië van Joan van Dam te escorteren. Zijn viceadmiraal was Johan de Liefde; zijn schout-bij-nacht Hendrik Brunsveld. Hij moest zo mogelijk een haven daar veroveren, maar daar zag hij vanaf. Op 25 oktober, de Vrede van Breda al getekend, keerde hij terug op de rede van Texel samen met de Oost-Indiëvaarders.

## Derde Engelse Zeeoorlog
Na de oorlog was Van Ghent eerst drie jaar inactief; hij was in 1668 lid van de Raad van State bij de Staten van Utrecht. Hij voerde vanaf mei tot november 1670 samen met de Engelsen onder viceadmiraal Thomas Allin operaties uit tegen de kapers van Algiers voor de kust van West-Afrika. Zijn smaldeel bestond uit dertien schepen van Admiraliteit van Amsterdam, Admiraliteit van Rotterdam en de Admiraliteit van Zeeland. Zes kaperschepen werden genomen en verbrand; opnieuw gebruikte Van Ghent voornamelijk fregatten. Viceadmiraals waren Johan de Liefde en Cornelis Evertsen de Jonge. Tweehonderd christenslaven werden bevrijd. Voor deze actie kreeg Van Ghent een gouden keten ter waarde van 800 guldens.
In 1671 dreigde er oorlog met Engeland en Frankrijk; de hele zomer oefende de vloot voor het komende conflict. Van Ghent voer op de Gouden Leeuw van 90 kanonnen als commandant van het derde eskader dat voornamelijk weer uit fregatten bestond. Zijn viceadmiraal was Isaac Sweers.
Karel II van Engeland had al lang besloten de Republiek aan te vallen; midden 1671 zocht hij een mooie aanleiding om de verhoudingen op scherp te zetten. Het jacht de Merlin voer op 24 augustus door de Nederlandse vloot, aan boord de vrouw van de Engelse gezant Temple. Het kreeg van zowel De Zeven Provinciën als de Dolphijn saluutschoten maar schoot toen zelf met scherp op het laatste schip. Van Ghent, een goede bekende van het echtpaar Temple, liet zich naar de Merlin roeien om opheldering te vragen. Hij kreeg als antwoord dat men eiste dat de Dolphijn zijn vlag zou strijken. Weliswaar was zoiets verplicht vanwege het verdrag van 1662 maar alleen tegenover oorlogsbodems. Van Ghent gaf aan dat hij er niet zeker van was dat de Merlin in die categorie viel en dat het niet aan hem was een precedent te scheppen. Dit incident werd door Karel aangegrepen om maandenlang een enorme diplomatieke rel te schoppen, waarbij de intrigant en ex-ambassadeur George Downing weer naar Nederland gestuurd werd om te eisen dat Van Ghent bestraft zou worden, iets wat nooit gebeurd is.
In de Derde Engels-Nederlandse Oorlog deed Van Ghent eerst nog van 24 tot 26 mei 1672 met vijftien schepen een poging zijn eerdere succes bij Chatham te herhalen; de kustforten bleken nu echter te zeer versterkt. Hij deed daarna mee aan de eerste Slag bij Solebay. Met zijn vlaggenschip de Dolphijn viel hij als commandant van de voorhoede op 7 juni 1672 samen met de Groot Hollandia van Jan van Brakel het Engelse vlaggenschip van het blauwe eskader, de Royal James, aan. Van Ghent werd getroffen door een kartets die zijn linkerbeen onder de knie afschoot en zijn romp op vijf plaatsen doorschoot. Hij viel, zoals vlaggenkapitein Michiel Kindt in het logboek schreef, hardtsteecken doodt voorover. De Royal James verbrandde: Van Ghent had dus de hand in het uitschakelen van vijf van de zes zwaarste Britse schepen die Nederland ooit zou vernietigen of buitmaken; het zesde was de Prince Royal die in de Vierdaagse Zeeslag vastliep op een zandbank. De Walvisch bracht zijn lijk naar Nederland; daar werd het gebalsemd: Van Ghent had volgens zijn familie aangegeven in Utrecht begraven te willen worden maar dat was toen tijdens de Hollandse Oorlog door de Fransen bezet. In augustus 1674 kon Rombout Verhulst een begin maken met het praalgraf van Willem Joseph van Ghent in de Dom van Utrecht; het kwam in juni 1676 gereed. Van Ghent werd herbegraven uiterlijk eind 1680; de precieze datum is niet meer bekend.

## Schepen vernoemd naar Van Ghent
Bij de Nederlandse marine hebben twee schepen dienstgedaan die zijn vernoemd naar Van Ghent. In 1803 is een kanonneerschoener in dienst genomen met de naam Van Ghent. Ruim een eeuw, later in 1934, werd de torpedobootjager De Ruyter hernoemd tot Van Ghent omdat er een kruiser in aanbouw was die de naam De Ruyter zou gaan krijgen. De Rotterdamse marinierskazerne is vernoemd naar W.J. Baron van Ghent.
- Biblioteca Nacional de España: XX5608358
- Gemeinsame Normdatei: 1019730919
- International Standard Name Identifier: 0000 0000 3726 3761
- Library of Congress Control Number: n85240446
- Virtual International Authority File: 6379105
- WorldCat: E39PBJp9t9jWPJRC3QvxkTcdcP